# Reliquiario di sant'Orsola

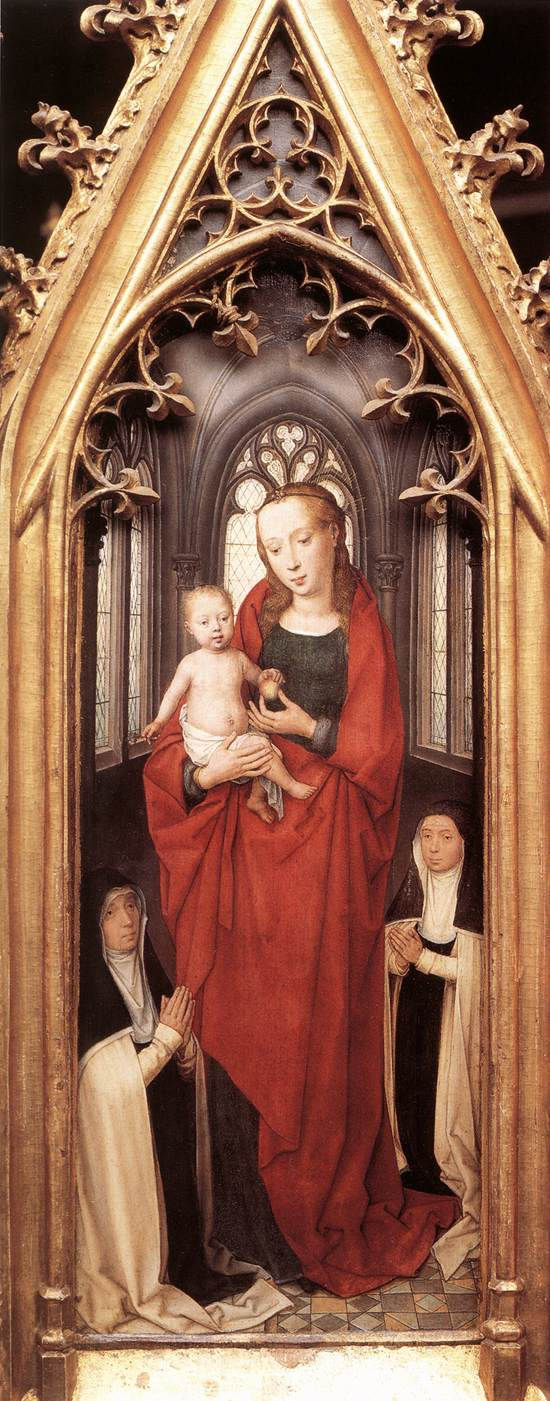
Madonna col Bambino e le committenti

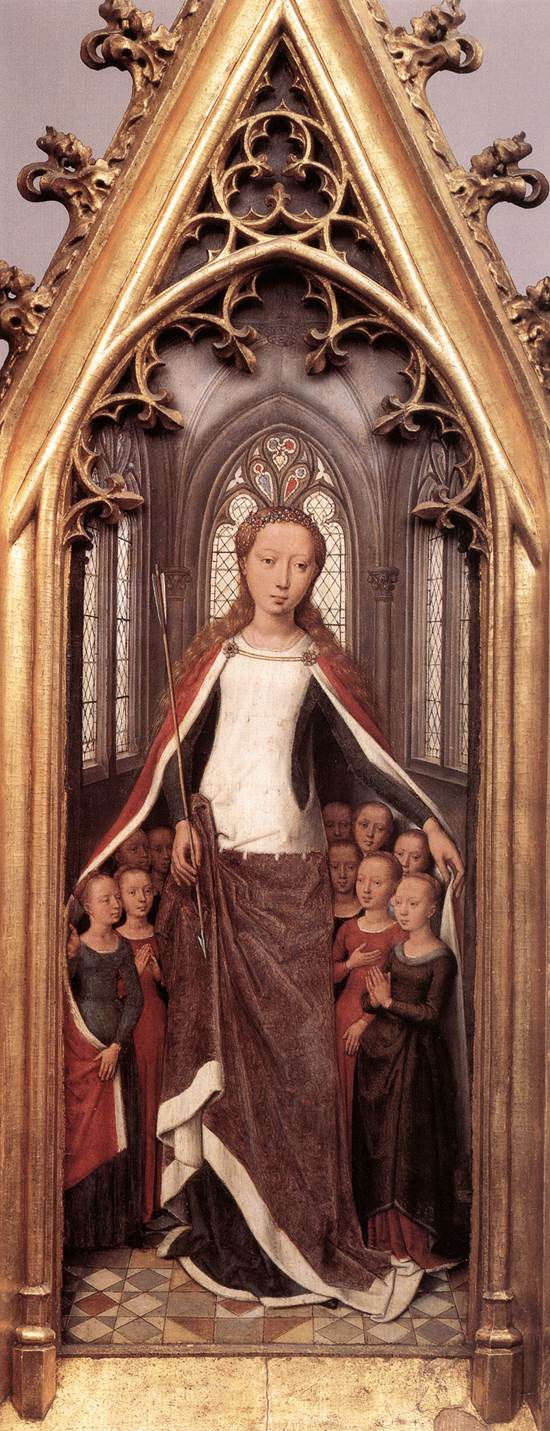
Sant'Orsola protegge le vergini

Il Reliquiario di sant'Orsola o Reliquiario di san Giovanni è una cassa in legno intagliato e dorato con quattordici inserti pittorici eseguiti con la tecnica dell'olio su tavola (87x33x91 cm) da Hans Memling. Databile al 1489, è conservata nell'Hans Memlingmuseum di Bruges.

## Storia
Si tratta di una cassa contenente le ossa di sant'Orsola, mostrata al pubblico fino al 1839 solo il giorno della sua festa: il trasferimento delle reliquie avvenne solennemente il 21 ottobre 1489. L'opera, celebrata soprattutto per il contributo di Memling, autore dei quattordici inserti pittorici, di cui sei rappresentanti il tragico pellegrinaggio della principessa, venne commissionata dall'ospedale di San Giovanni, oggi sede del Memlingmuseum, ma a differenza di altri lavori eseguiti dall'artista per tale istituzione, come il Trittico di san Giovanni o il Trittico Floreins, non è né firmata né datata.

## Descrizione e stile
Per la realizzazione delle storie della santa, l'artista seguì la versione narrata in una Passio, secondo la quale Orsola era una principessa bretone di religione cristiana che accettò di sposare Ereo, figlio del re d'Inghilterra e pagano, a condizione che egli si convertisse al Cristianesimo. Dopo che l'accordo fu raggiunto, Orsola si imbarcò per un pellegrinaggio col promesso sposo e undici vergini, ciascuna delle quali ne guidava altre mille: la flotta, sospinta da una tempesta sulle coste tedesche, risalì il Reno e, dopo aver fatto sosta a Colonia, arrivò fino a Basilea. Lasciate in quest'ultima città le navi, Orsola proseguì a piedi coi pellegrini alla volta di Roma dove conobbe papa Ciriaco: questi battezzò Ereo e unì in matrimonio i due principi, per poi unirsi a loro nel viaggio di ritorno. Giunta con la flotta di nuovo a Colonia, Orsola trovò la città occupata dagli Unni, che uccisero il papa, i prelati al suo seguito e tutti i pellegrini. La principessa, risparmiata in un primo tempo, venne uccisa con una freccia per aver rifiutato l'amore del capo degli Unni. La Passio riprende fatti realmente accaduti, benché alcuni elementi siano chiaramente inverosimili: innanzitutto non è mai esistito un papa di nome Ciriaco (è però possibile che si trattasse di Siricio, che comunque non morì martire); il marito di Orsola, identificabile col sovrano britannico Conan Meriadoc, dopo la celebrazione del matrimonio e la nascita di un figlio (il bambino è assente in tutti i testi agiografici relativi alla santa) ritornò con quest'ultimo in patria, senza dunque andare incontro a fine violenta; il numero esatto delle vergini compagne di Orsola non si conosce ma di sicuro esse erano molto ben meno di undicimila (l'equivoco ebbe probabilmente origine da un errore di trascrizione dove era indicato il "martirio di Orsola e delle sue compagne ad undecim milia", ovvero in un luogo a undici miglia dalla città di Colonia).
Il reliquiario ha le forme di una piccola cappella gotica, rifacendosi a schemi architettonici già utilizzati in oreficeria. Ha un coperchio a capanna dalle falde molto inclinate (come tipico nei paesi dell'Europa centrale), su cui si trovano tre medaglioni per lato, per la precisione uno più grande, al centro, e due minori; su questi ultimi appaiono angeli musicanti, mentre i medaglioni centrali si intitolano Sant'Orsola protegge i martiri di Colonia  (insieme alla principessa si vedono le prime undici vergini, il papa, due prelati ed Ereo), e Incoronazione della Vergine con la santissima Trinità. Considerati lavori minori, da attribuire alla bottega dell'artista, i sei medaglioni ricordano da vicino gli inserti in smalti policromi tipici degli oggetti di oreficeria dell'epoca.
Sulle due "facciate", di forma cuspidata, è possibile contemplare Vergine col Bambino tra due monache inginocchiate (le religiose sono la badessa e una suora del suo ordine, committenti dell'opera) e Sant'Orsola protegge le sante vergini (immagine simile a quella del primo dei due medaglioni centrali, ma stavolta senza personaggi maschili): ciascuna delle due scene è inserita in una nicchia dipinta che simula uno sfondamento della superficie verso l'interno della cassa.
I lati mostrano, ciascuno sotto tre arcatelle, sei episodi relativi a sant'Orsola, che assomigliano alle vetrate chiesastiche:
- Arrivo a Colonia: la flotta con Orsola e gli altri pellegrini attracca a Colonia, avendo risalito il fiume Reno.
- Arrivo a Basilea: le navi, sempre risalendo il Reno, fanno tappa a Basilea, e qui vengono ancorate, come si vede al centro; in secondo piano sulla parte destra i pellegrini proseguono poi a piedi il viaggio.
- Arrivo a Roma: sono rappresentati, in lettura invertita, due differenti momenti dell'incontro con papa Ciriaco: la conversione di Ereo e del suo seguito, a destra (in primo piano i valletti e i dignitari ricevono il battesimo, mentre in fondo Ereo è intento a confessarsi in attesa della prima comunione), e il matrimonio dei due principi, celebrato dal pontefice, a sinistra.
- Ritorno a Basilea: i pellegrini hanno lasciato Roma per intraprendere il viaggio di ritorno ripercorrendo i luoghi già visitati, insieme al papa e ad alcuni prelati, che si sono dunque aggiunti a loro; anche qui i momenti rappresentati sono due: dapprima i passeggeri prendono posto sulle navi, che successivamente salpano l'ancora.
- Martirio dei pellegrini: la scena col massacro a Colonia, che ha luogo sulle navi: vi si mostrano le prime uccisioni, tra cui quella di Ereo, che cade all'indietro agonizzante tra le braccia di Orsola essendo stato trafitto da una spada all'altezza del cuore; uno dei valletti del principe - lo stesso che gli faceva da inserviente durante la celebrazione del matrimonio tenendone in custodia la corona - affianca la coppia senza accorgersi che un unno armato di tutto punto sta piombando su di lui; altri barbari, chi con arco chi con balestra, saettano le vergini che si trovano a bordo della nave in primo piano.
- Martirio di sant'Orsola: unica sopravvissuta al massacro, Orsola rifiuta di concedersi al capo degli Unni (il cui abbigliamento è però tipicamente musulmano: chiaro riferimento al senso di paura avvertito tra gli europei del Quattrocento di fronte all'avanzata dei Turchi Ottomani, come si nota anche nelle Storie di sant'Orsola di Vittore Carpaccio) con un eloquente gesto della mano e in conseguenza di ciò un barbaro tende il suo arco per ucciderla.

Le scene sono composte in un continuum pittorico ambientato in città anseatiche, che mostrano immagini portuali tratte dalla contemporaneità.
Il pittore si dedicò soprattutto alla rappresentazione di singole figure in pose aggraziate e all'osservazione realistica del dettagli, grazie a una tavolozza squisita che ricorda i migliori esiti della miniatura. Suo limite è invece la rappresentazione delle scene di martirio, con una certa difficoltà nel gestire le masse di figure.
Nella resa dei paesaggi Memling dimostrò in particolare una conoscenza in prima persona di Colonia, descrivendo con precisione la skyline della città negli sfondi, con la cattedrale incompiuta, la caratteristica torre della chiesa grande di San Martino e la chiesa di San Cuniberto.
Dirk De Vos, pittore olandese grande amante del pennello di Memling, arrivò a ipotizzare che l'artista avesse visitato appositamente tutti i luoghi che doveva dipingere, in modo da ottenere il massimo realismo possibile.
Completano la decorazione gli intagli lignei in stile gotico fiammeggiante: pinnacoli, fregi traforati lungo i bordi superiori e, sui pilastrini agli angoli, quattro statuette entro nicchie che rappresentano i santi Jacopo, Giovanni evangelista, Agnese ed Elisabetta d'Ungheria.

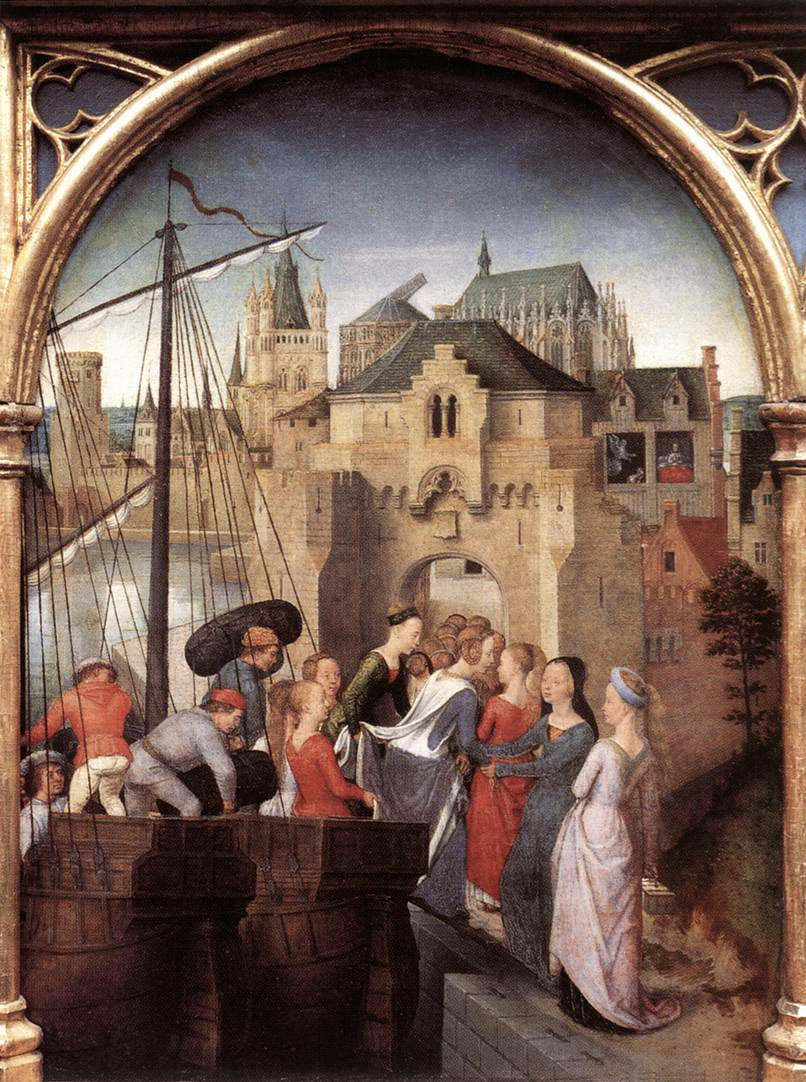
Arrivo a Colonia
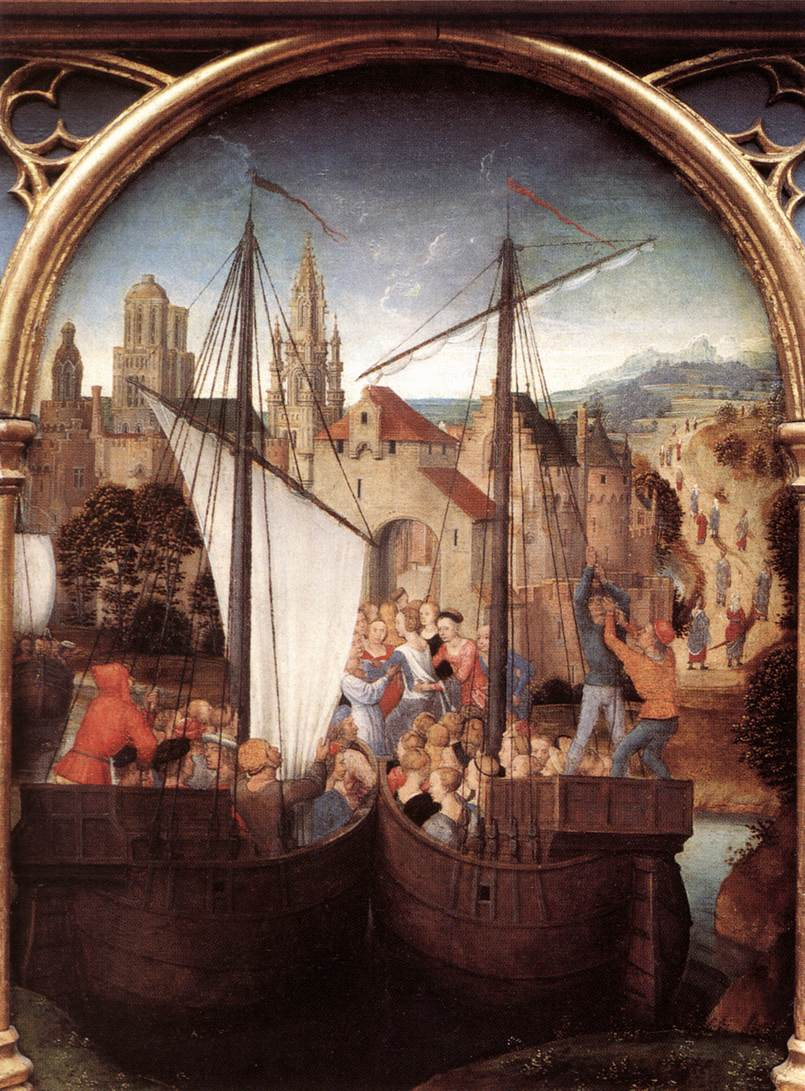
Arrivo a Basilea
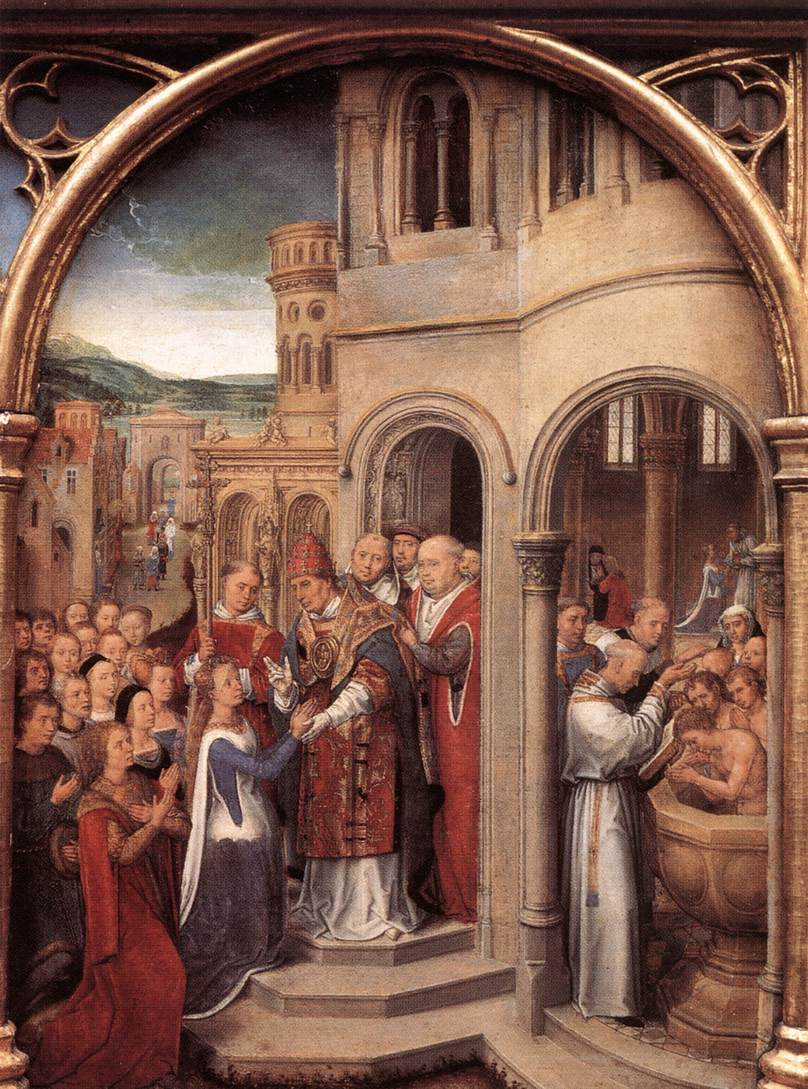
Arrivo a Roma
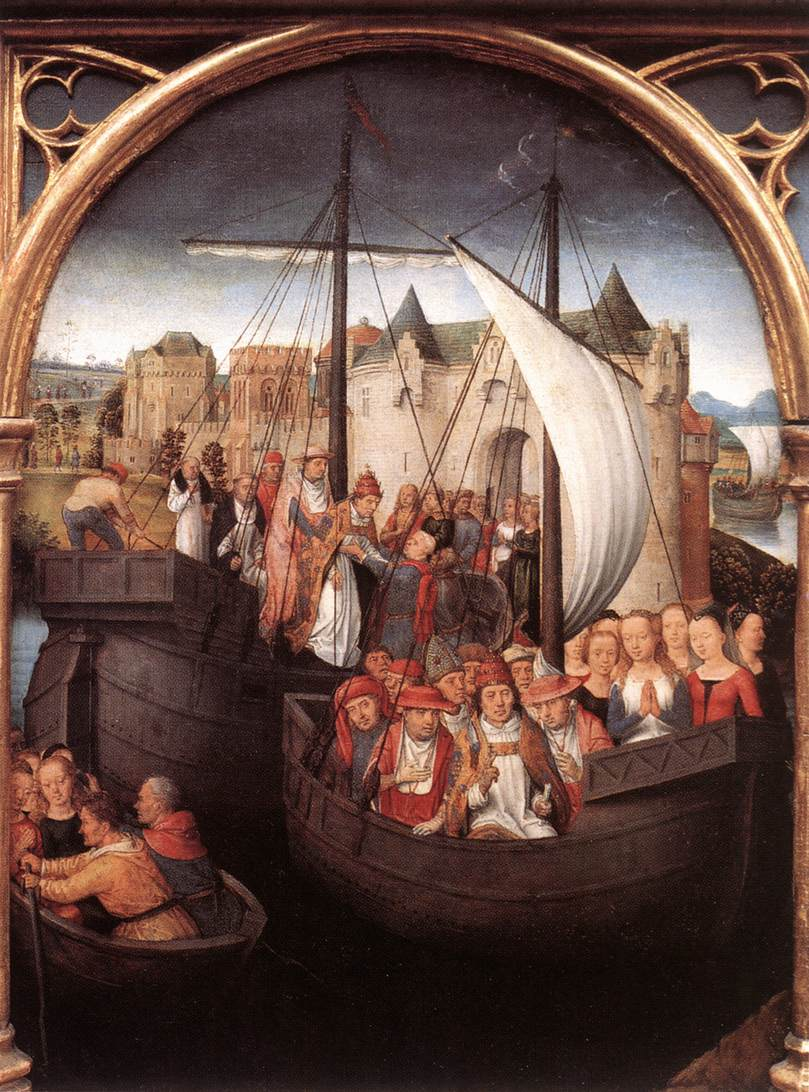
Ritorno a Basilea
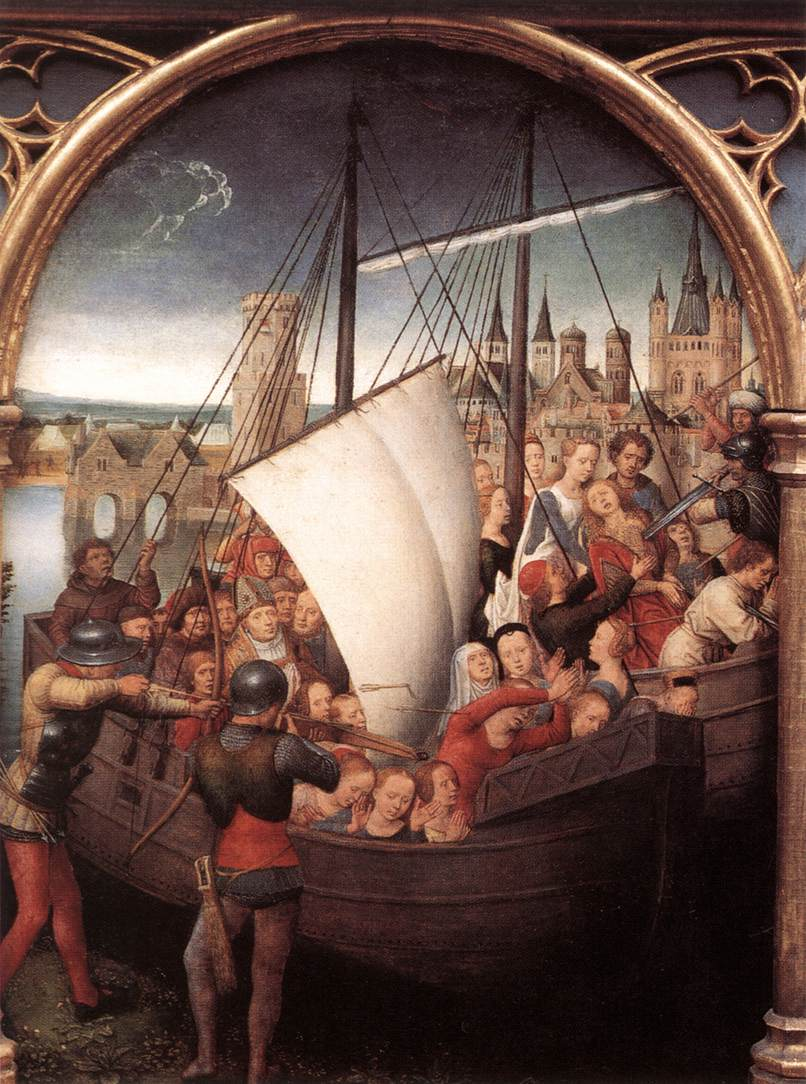
Martirio dei pellegrini
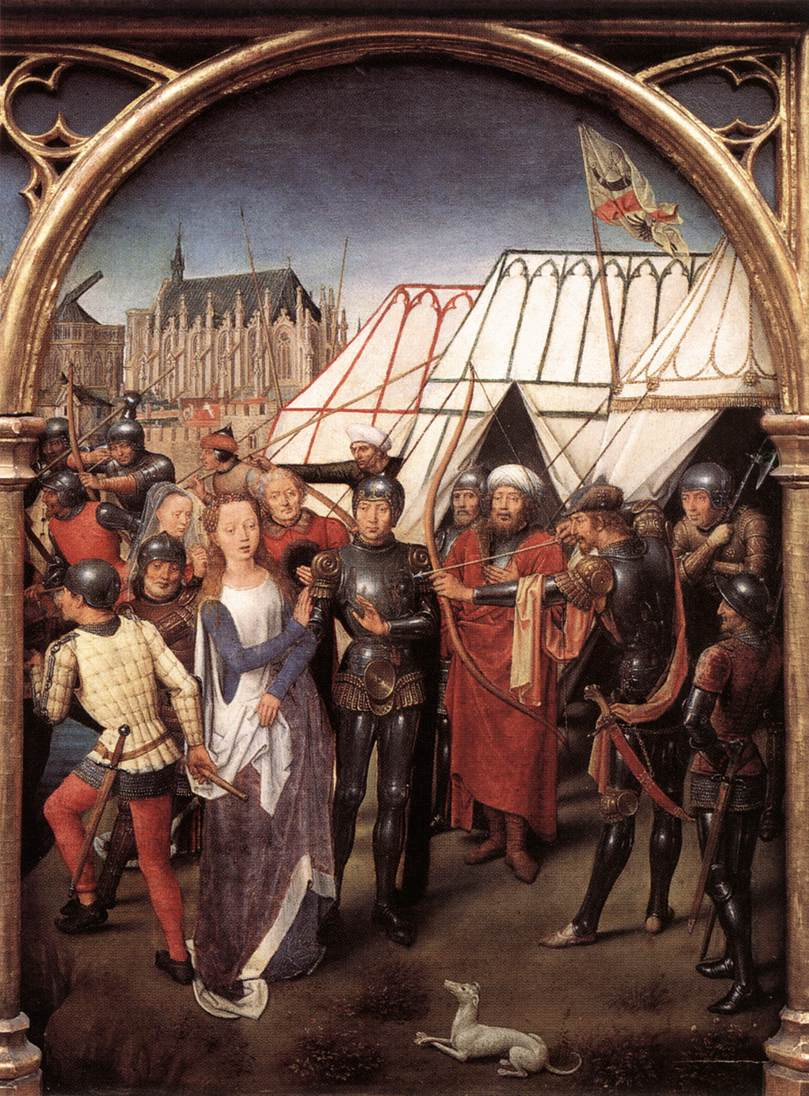
Martirio di sant'Orsola
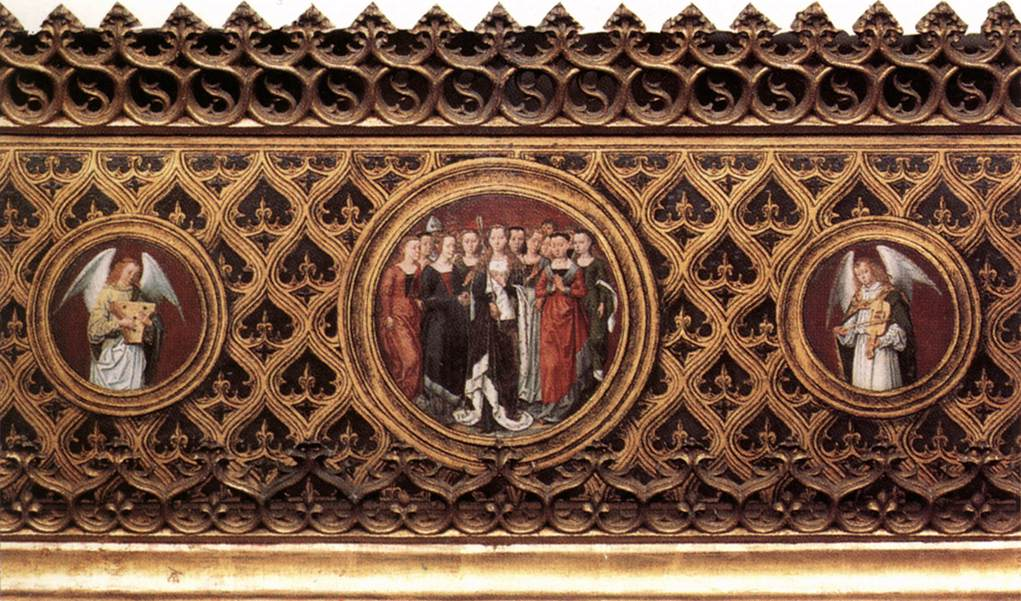
Sant'Orsola protegge i martiri di Colonia e Angeli musicanti
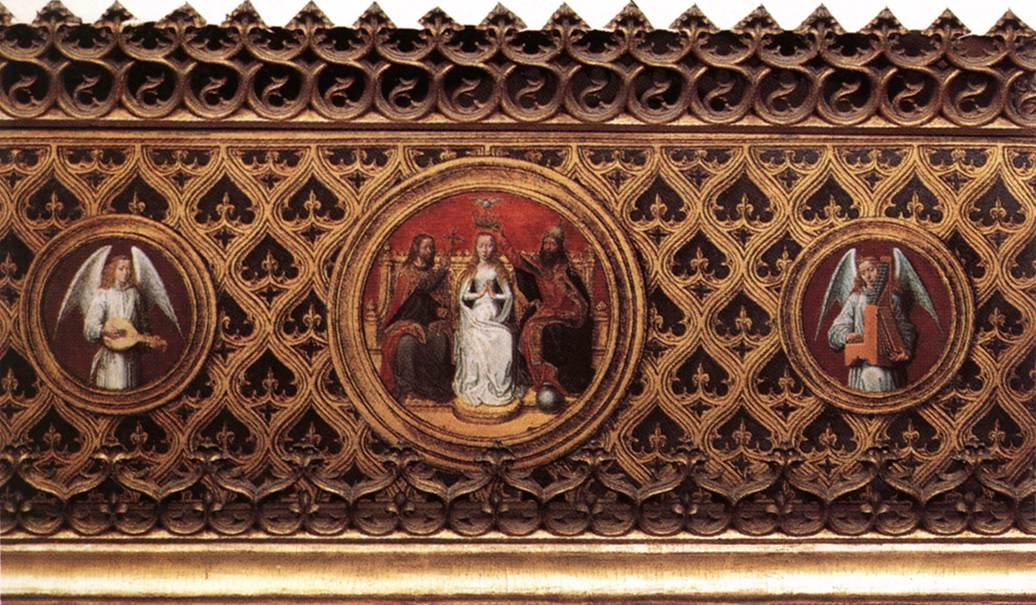
Incoronazione della Vergine con la santissima Trinità e Angeli musicanti